# Alain Badiou

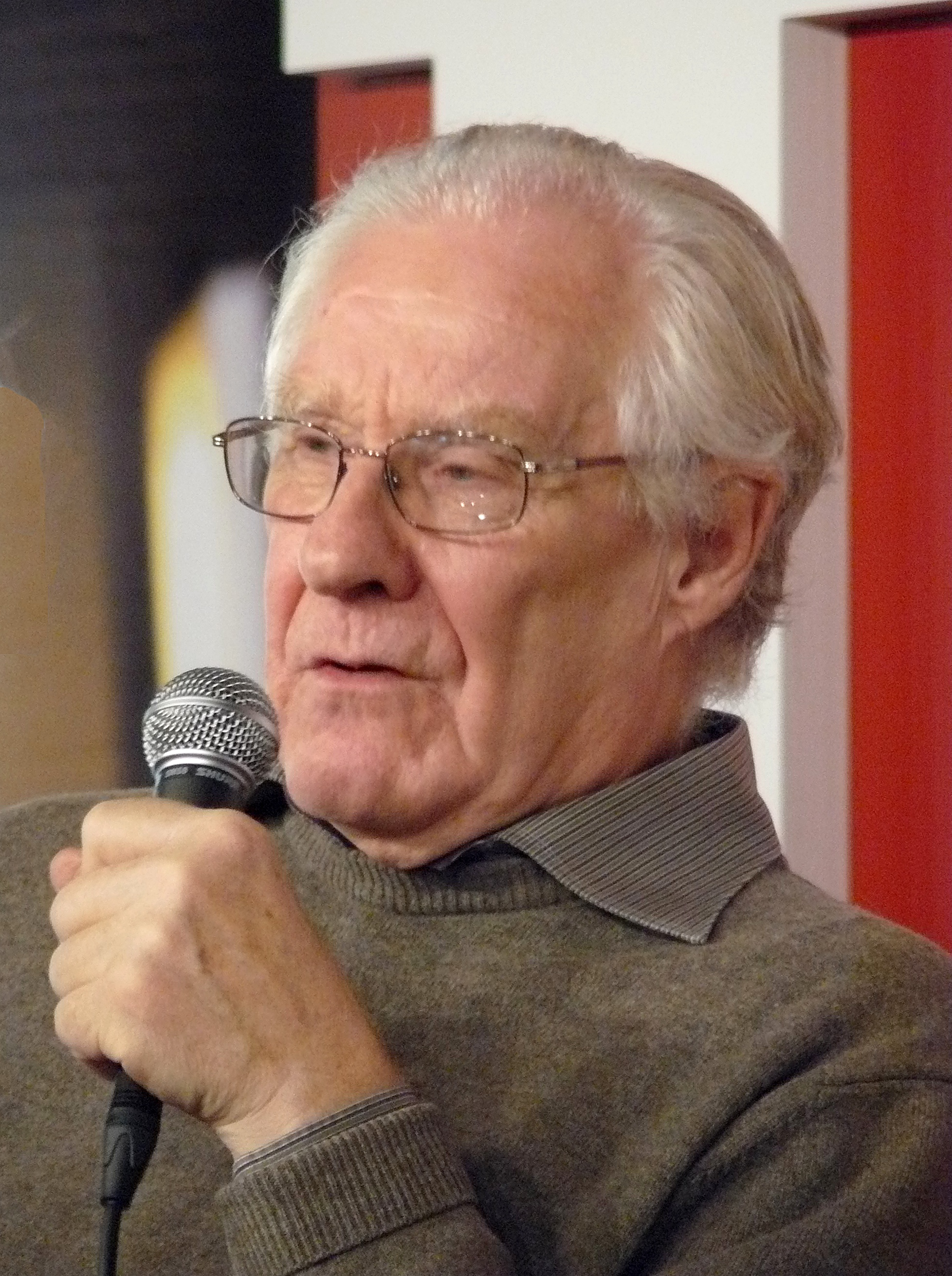
Alain Badiou (2010)

Alain Badiou (n. 17 ianuarie 1937, Rabat) este un filozof de limbă franceză, cu orientare marxistă respectiv comunistă, matematician, dramaturg și romancier.
El a fost din 1969 până în 1999 profesor la Universitatea Paris VIII (Université Paris-VIII), apoi director al Institutului de Filosofie din cadrul École normale supérieure (ENS) din Paris. Chiar și după pensionare lucrează încă la Collège international de philosophie. Badiou a fost mult timp unul dintre liderii maoismului francez.

## Biografie
Tatăl lui Badiou, Raymond Badiou (1905-1996), a fost profesor de matematică la școlile din Rochefort-sur-Mer, Rabat, Casablanca și Toulouse. În timpul celui de-al doilea război mondial a luat parte la mișcarea Rezistența franceză (La résistance intérieure française). Între anii 1944 și 1958 a fost primar al orașului Toulouse. A fost până în 1958 un membru al Section française de l’Internationale ouvrière (SFIO) și co-fondator al PSU (Parti socialiste unifié), după care, din cauza politicii din Algeria, a ieșit din partidul său și a demisionat din toate funcțiile. Alain Badiou numește cele trei importante influențe ale tatălui său asupra dezvoltării sale, prin urmare, loialitatea față de convingerile sale, intransigența și interesul față de matematică. Interesul său față de filozofie a evoluat din lectura operelor lui Jean-Paul Sartre. 
Badiou a fost student la Lycée Louis-le-Grand, apoi la École normale supérieure (1956–1961). A predat la Lycée în  Reims din 1963. Acolo  a început prietenia lui cu dramaturgul și filosoful François Regnault. A publicat mai multe romane până în 1969 la Universitatea din Paris VIII a mers. Badiou a fost foarte timpuriu activ politic, el a fost unul dintre fondatorii Parti socialiste unifié (PSU). PSU a devenit deosebit de important în lupta pentru decolonizare din Algeria. În anul 1964 a scris primul său roman, Almagestes. In 1967 s-a alaturat unui grup de studiu, care era condus de Louis Althusser, de asemenea, el a devenit tot mai mult influențat de Jacques Lacan și a devenit membru al redacției  Cahiers pour l’Analyse. La acel moment el dobândea deja cunoștințe solide în matematică și logică, pe care le-a asociat cu Teoria Lacan. Cele două contribuții la Cahiers anticipează temele importante din lucrările sale de mai târziu.
Revolta studenților în 1968 a dus la o mai puternică legătură de stânga, a luat parte la grupări militante, cum ar fi Union des communistes de France marxiste-léniniste (UCFml). El însuși a spus că UCFml a fost organizația maoistă, care a fost fondată în 1969 de Natacha Michel, Sylvain Lazarus, de el însuși și un mic grup de oameni tineri. În acest timp, Badiou s-au alăturat nou înființata Universitate din Paris VIII / Vincennes-Saint-Denis, un bastion împotriva gândirii culturale. Acolo, el a participat la dezbateri intelectuale aprige cu alți profesori ca Gilles Deleuze și Jean-François Lyotard.
În anii 1980, în timp ce influența lui Althusser și Lacan scădea (Lacan murea iar Althusser era spitalizat la psihiatrie), Badiou publica lucrări mai specifice și mai abstracte precum Théorie du sujet (1982) și opera sa magnum opus, L'Être et l'Événement (1988). Cu toate acestea, el nu s-a distanțat niciodată de Althusser sau Lacan.
În anul 1999 si-a asumat poziția sa față de ENS. De asemenea, este în contact cu alte instituții, cum ar fi Collège international de philosophie. A fost membru în Organisation politique, pe care a fondat-o în 1985, împreună cu colegii din UCFml. Această organizație a fost desființată din 2007. Badiou a fost, de asemenea, un dramaturg de succes; una dintre piesele sale cele mai cunoscute este Ahmed le Subtil.
De aproximativ 10 ani lucrările sale sunt din ce în ce traduse în limba engleză, Ethics, Deleuze, Manifesto for Philosophy, Metapolitics, și Being and Event. Articole publicate în reviste, cum ar fi Lacanian Ink, New Left Review, Radical Philosophy, Cosmos and History  Arhivat în 14 octombrie 2016, la Wayback Machine. și Parrhesia. În special activitatea sa ajunge să fie văzută de puteri militante din India, RDC și Africa de Sud, ceea ce este neobișnuit pentru un filozofi europeni.
Badiou începea o dispută cu intelectualii din Paris, după ce în 2005 a fost publicată "Circonstances 3: Portées du mot 'juif'" – The Uses of the Word "Jew". Conflictele au apărut în Le Monde și Les Temps Modernes. Lingvistul și lacanistul Jean-Claude Milner, fostul președinte al Jacques Derrida Collège international de philosophie, îl acuză pe Badiou de antisemitism.

## Ediții în limba română din opera lui Alain Badiou
- Mic panteon al filosofiei franceze postbelice, trad. de Iulia Dondorici, Editura Tact, Cluj-Napoca, 2018.
- Explicația (alături de Alain Finkielkraut), trad. de Alex Cistelecan, Editura Tact, Cluj-Napoca, 2012.
- Secolul, trad. de Emilian Cioc, Editura Idea, Cluj-Napoca, 2010.
- Sfântul Pavel. Întemeierea universalismului, trad. de Andreea Lazăr, Editura Tact, Cluj-Napoca, 2008.
- Manifest pentru filosofie, trad. Andreea Rațiu, Editura Idea, Cluj-Napoca, 2008.